# Benjamin Sadler
Benjamin Klimaschewski (Toronto, Canadá; 12 de febrero de 1971), más conocido como Benjamin Sadler, es un actor alemán.

## Biografía
Es hijo de padre alemán y madre inglesa; habla con fluidez alemán e inglés.
Asistió al Royal Academy of Dramatic Art "RADA" en Londres.
Sale con la actriz brasileña Isabella Parkinson, la pareja tiene una hija.

## Carrera
En 1996 dio vida a Fjodor Romanow en el episodio "Du sollst töten" de la serie Wolffs Revier, dos años después apareció de nuevo ahora como Phillip en "Eine Mordsshow".
En el 2002 apareció en la película para la televisión Apocalypse Revelation donde interpretó al espía romano Valerius.
En el 2003 se unió al elenco de la película Imperium: Augustus donde dio vida al emperador del Imperio romano Caius Octavius. 
Ese mismo año interpretó a George Spalatin en la película Luther.
En el 2006 dio vida al doctor Alexander Wenninger, cuya prometida Anna se enamora de un piloto inglés herido que se esconde para no caer prisionero en la película Dresden.
En el 2007 se unió al elenco de la miniserie War and Peace donde interpretó al oficial ruso Dolokhov.
En el 2008 dio vida a Paul Wegener, un abogado y padre de una joven que sufre de severas malformaciones irreversibles debido a la talidomida en la película dramática Contergan.
Ese mismo año interpretó al arqueólogo Eik Meiers en la película alemana Die Jagd nach dem Schatz der Nibelungen.
En el 2009 se unió al elenco de la miniserie Impact donde interpretó al científico Roland Emerson.
Ese mismo año apareció en la miniserie Krupp - Eine deutsche Familie donde dio vida al ingeniero alemán Alfried Krupp von Bohlen und Halbach, de joven.
En el 2010 apareció en la primera temporada de la miniserie Paura d'amare como Carlo, papel interpretado por el actor Giovanni Scifoni en la segunda temporada en el 2013.
En el 2011 apareció por primera vez como invitado en la serie Tatort donde interpretó a Jan Liebermann hasta el 2012, anteriormente había aparecido por primera vez en la serie interpretado a Gert Mewes durante el episodio "Fetischzauber" en 1996.
En el 2012 dio vida al exoficial de la policía alemana Ulrich Wegener, miembro fundador de la fuerza antiterrorista GSG 9 en la película München 72 - Das Attentat. La película sigue la crisis de los rehenes de los Juegos Olímpicos de verano en Múnich en 1972.
En el 2013 se unió al elenco de la película Anna Karenina donde interpretó al conde Aleksei Aleksandrovich Karenin, el esposo de Anna Karenina (Vittoria Puccini).

## Filmografía

### Series de Televisión
| Año         | Título                        | Personaje        | Notas                                |
| ----------- | ----------------------------- | ---------------- | ------------------------------------ |
| 2015        | Das Programm                  | Simon Dreher     | miniserie                            |
| 2014        | Die Abrechnung                | -                | miniserie                            |
| 2013        | Pinocchio                     | Antonio          | 2 episodios - miniserie              |
| 2011 - 2012 | Tatort                        | Jan Liebermann   | 4 episodios                          |
| 2011        | Rosa Roth                     | Fuhrmann         | episodio "Bin ich tot?"              |
| 2010        | Paura d'amare                 | Carlo            | 6 episodios                          |
| 2009        | Impact                        | Roland Emerson   | 2 episodios - miniserie              |
| 2009        | Krupp - Eine deutsche Familie | Alfried          | episodio "Teil 1" - miniserie        |
| 2007        | War and Peace                 | Dolokhov         | 4 episodios - miniserie              |
| 2005        | Ein starkes Team              | Thomas Overbeck  | episodio "Ihr letzter Kunde"         |
| 2000        | Victor - Der Schutzengel      | Lars Riedel      | episodio "Victor - Der Schutzengel"  |
| 1999        | Wolffs Revier                 | Phillip          | episodio "Eine Mordsshow"            |
| 1999        | Mordkommission                | -                | episodio "Mord auf der Go-Kart-Bahn" |
| 1999        | Lexx                          | Nool             | episodio "Stan's Trial"              |
| 1997        | First Love - Die große Liebe  | Jakob            | -                                    |
| 1996 - 1997 | Freundschaft mit Herz         | Stefan Ahlbaum   | 21 episodios                         |
| 1997        | Rosamunde Pilcher             | Nigel Davenport  | episodio "Stunden der Entscheidung"  |
| 1997        | Ein Mann steht seine Frau     | Rolf             | episodio "Die Revolte der Frauen"    |
| 1996        | Wolkenstein                   | Christian Brandt | episodio "Ticket nach Kalkutta"      |
| 1996        | SK Babies                     | Sylvester        | episodio "Killerinstinkt"            |
| 1996        | Faust                         | Markus Kahlbom   | episodio "Nachtwache"                |
| 1994        | Drei zum Verlieben            | Robert Holler    | -                                    |
| 1994        | Alle lieben Julia             | Daniel           | -                                    |

### Películas
| Año  | Título                                  | Personaje                  | Notas                                                                                               |
| ---- | --------------------------------------- | -------------------------- | --------------------------------------------------------------------------------------------------- |
| 2015 | Francesco                               | Ugolino                    | junto a Rutger Hauer, Giselda Volodi, Vinicio Marchioni, Ludwig Blochberger & Maximilian Dirr       |
| 2014 | Das Lächeln der Frauen                  | André Chabanais            | junto a Rolf Kanies, Armin Rohde, Muriel Wimmer, Melika Foroutan & Julia Richter                    |
| 2013 | Das Jerusalem-Syndrom                   | Dr. Uri Peled/Lev Simons   | junto a Leonie Benesch, Yotam Ishay, Shredi Jabarin, Christian Redl & Clemens Schick                |
| 2013 | Anna Karenina                           | Aleksei Karenin            | junto a Santiago Cabrera, Vittoria Puccini, Ángela Molina & Léa Bosco                               |
| 2013 | Killing All the Flies                   | Vincent Reid               | junto a Andrew Simpson, Dan van Husen, Nicholas Chase Applegate, Wil Johnson & Beth Park            |
| 2013 | Der Tote im Eis                         | Gregor Lucius              | junto a Manfred Zapatka, Kai Wiesinger, Marie Rönnebeck, Ulrich Tukur & Maxim Mehmet                |
| 2012 | Anleitung zum Unglücklichsein           | Frank Henne                | junto a Johanna Wokalek, Iris Berben, Richy Müller, David Kross & Itay Tiran                        |
| 2012 | Rommel                                  | General Speidel            | junto a Ulrich Tukur, Tim Bergmann, Rolf Kanies, Arthur Klemt, Thomas Limpinsel & Patrick Mölleken  |
| 2012 | My German Friend                        | Michael Tendler            | junto a Celeste Cid, Max Riemelt, Carlos Kaspar, Jean-Pierre Noher, Fernán Mirás & Katja Alemann    |
| 2012 | Passion                                 | Fiscal                     | junto a Rachel McAdams, Noomi Rapace, Karoline Herfurth, Paul Anderson & Dominic Raacke             |
| 2012 | München 72 - Das Attentat               | Ulrich Wegener             | junto a Pasquale Aleardi, Rainer Bock, Heino Ferch, Herbert Forthuber & Sinan Akdeniz               |
| 2011 | Das Mädchen auf dem Meeresgrund         | Hans Hass                  | junto a Yvonne Catterfeld, Harald Krassnitzer, Manuel Witting, Andreas Schmidt & Raimund Wallisch   |
| 2011 | Wer wenn nicht wir                      | Walter Jens                | junto a August Diehl, Lena Lauzemis, Alexander Fehling, Susanne Lothar & Sebastian Blomberg         |
| 2010 | Mörderischer Besuch                     | Theo von Gelden            | junto a Heiner Lauterbach, Menashe Noy, Astrid Posner, Hannelore Hoger & Liane Forestieri           |
| 2010 | Liebe deinen Feind                      | Capitán Simon              | junto a Katharina Wackernagel, Stephan Kampwirth, Ian T. Dickinson & Niklas Osterloh                |
| 2009 | Within the Whirlwind                    | Pavel                      | junto a Emily Watson, Pam Ferris, Ian Hart, Ben Miller, Agata Buzek & Ulrich Tukur                  |
| 2009 | Auftrag Schutzengel                     | Ben Sievert                | junto a Silke Bodenbender, Camille Dombrowsky, Vadim Glowna & Markus Boysen                         |
| 2008 | Die Jagd nach dem Schatz der Nibelungen | Eik Meiers                 | junto a Bettina Zimmermann, Hark Bohm, Stephan Kampwirth & Liv Lisa Fries                           |
| 2008 | Augenzeugin                             | Tom Schreiber              | junto a Rike Schmid, Herbert Knaup, Marc Zwinz & Joachim Kappl                                      |
| 2008 | Contergan                               | Paul Wegener               | junto a Katharina Wackernagel, Hans Werner Meyer, Caroline Peters & Sylvester Groth                 |
| 2007 | Hotel Meina                             | Hans Krassler              | junto a Majlinda Agaj, Eugenio Allegri, Marta Bifano, Veronica Bruni & Ursula Buschhorn             |
| 2007 | Annas Alptraum kurz nach 6              | Lukas Walser               | junto a Gesine Cukrowski, Rosel Zech,Fabian Joest Passamonte & Dirk Martens                         |
| 2007 | Caravaggio                              | Onorio Longhi              | junto a Alessio Boni, Jordi Mollà & Elena Sofia Ricci                                               |
| 2006 | Der Untergang der Pamir                 | Victor Reetz               | junto a Volker Bruch, Ciro de Chiara, Ulrike Grote, Christian Kahrmann & Lars Gärtner               |
| 2006 | Dresden                                 | Dr. Alexander Wenninger    | junto a Felicitas Woll, John Light, Heiner Lauterbach, Katharina Meinecke & Marie Bäumer            |
| 2005 | Letztes Kapitel                         | Achim Pazurek              | junto a Nadja Auermann, Simon Verhoeven, Bernhard Bettermann, Hans Klima & Nicole Nagel             |
| 2005 | Bettgeflüster & Babyglück               | Uli Frey                   | junto a Katharina Wackernagel, Peter Benedict, Luc Feit & Brigitte Grothum                          |
| 2004 | Sehnsucht nach Liebe                    | Jochen Hofmann             | junto a Barbara Rudnik, Marco Bretscher-Coschignano, Gunda Ebert & Martin Kiefer                    |
| 2004 | Italiener und andere Süßigkeiten        | Paolo Fabrelli             | junto a Stefanie Stappenbeck, Yvonne Johna, Max Hopp & Aleksandar Jovanovic                         |
| 2003 | Imperium: Augustus                      | Gaius Octavius             | junto a Peter O'Toole, Charlotte Rampling, Vittoria Belvedere, Ken Duken & Juan Diego Botto         |
| 2003 | Das Wunder von Lengede                  | Salvatore                  | junto a Heino Ferch, Heike Makatsch, Nadja Uhl, Armin Rohde, Sylvester Groth & Thomas Heinze        |
| 2003 | Nur Anfänger heiraten                   | Hannes Mack                | junto a Muriel Baumeister, Silvina Buchbauer, Michael Greiling & Heinrich Schmieder                 |
| 2003 | Luther                                  | George Spalatin            | junto a Joseph Fiennes, Alfred Molina, Jonathan Firth, Peter Ustinov, Bruno Ganz & Uwe Ochsenknecht |
| 2003 | Antonia-Tränen im Paradies              | Moritz Graf von Ahrendorff | junto a Alexandra Kamp-Groeneveld, Bernd Stegemann, Hanns Zischler & Martina Servatius              |
| 2003 | Das Herz ist rot                        | Doctor Aaron               | junto a Ralph Herforth, Andrea Bürgin, Tatjana Clasing, Jürgen Hentsch & Karina Krawczyk            |
| 2002 | Apocalypse Revelation                   | Valerius                   | junto a Richard Harris, Aaron Taylor-Johnson, Erol Sander, Ian Duncan & Bruce Payne                 |
| 2001 | Zimmer der Angst                        | Daniel Neymann             | junto a Stephan Kampwirth, Laura Schuhrk, Claudia Mehnert & Andreas Patton                          |
| 2001 | Jonathans Liebe                         | Jonathan                   | junto a Maria Simon, Thomas Scharff, Robin Grubert, Nicole Uekermann & Frederick Lau                |
| 2001 | Antonia-Zwischen Liebe und Macht        | Moritz Graf von Ahrendorff | junto a Alexandra Kamp-Groeneveld, Bernd Stegemann, Kai Wiesinger & Vanni Corbellini                |
| 2000 | Die Verwegene - Kämpfe um deinen Traum  | -                          | junto a Alexandra Kalweit, Antonio Wannek, Hilmi Sözer, Jochen Nickel & Dieter Bach                 |
| 2000 | Das Tattoo - Tödliche Zeichen           | Fred                       | junto a Tobias Moretti, Katja Weitzenböck, Erwin Steinhauer & Gudrun Landgrebe                      |
| 2000 | Gli amici di Gesù-Maria Maddalena       | Juan el Bautista           | junto a Maria Grazia Cucinotta, Gottfried John, Nathalie Caldonazzo, Ambra Angiolini & Danny Quinn  |
| 2000 | Die Abzocker-Eine eiskalte Affäre       | Tony                       | junto a Bobbie Phillips, Robert Wagner, Thomas Heinze, Stephen McHattie & Russell Yuen              |
| 2000 | Spuk im Reich der Schatten              | Friedrich von Kuhlbanz     | junto a Saskia Grasemann, Reiner Heise, Nina Hoger, Christian Kuchenbuch & Matthias Schweighöfer    |
| 2000 | Spuren im Eis-Eine Frau sucht die W...  | Flo Capeder                | junto a Idil Üner, Stefan Gubser, Oliver Elias & Pascal Ulli                                        |
| 2000 | Der Kopp                                | Carl Vrese                 | junto a Dietmar Schönherr, Alexandra Kamp-Groeneveld, Björn Casapietra & Udo Swann                  |
| 2000 | Der blonde Affe                         | Andreas Prolsch            | junto a Götz Otto, Peter Franke, Karoline Eichhorn & Jürgen Prochnow                                |
| 2000 | Verführt - Eine gefährliche Affäre      | Josef                      | junto a Katja Woywood, Peter Sattmann, Zsolt Bács & Ragna Pitoll                                    |
| 1998 | Babyraub - Kinder fremder Mächte        | Thomas                     | junto a Jeffrey Meek, Nina Franoszek, Matthias Habich, Patricia Millardet 6 Hans Kremer             |
| 1998 | Tower of the Firstborn                  | -                          | junto a Ben Cross, Peter Weller, Marco Bonini, Guy Lankester & Heino Ferch                          |
| 1998 | Rosenzweigs Freiheit                    | -                          | junto a Christoph Gareisen, Peter Roggisch, Felix von Manteuffel & Florian Kleine                   |
| 1998 | Spuk aus der Gruft                      | Friedrich von Kuhlbanz     | junto a Saskia Grasemann, Reiner Heise, Nina Hoger, Walter Plathe & Matthias Schweighöfer           |
| 1998 | Schock - Eine Frau in Angst             | Daniel                     | junto a Christoph Waltz, Jennifer Nitsch, Richy Müller, Herbert Knaup & Leslie Malton               |
| 1997 | Kommissar Schimpanski-Diamantenjagd     | Karl von Felden            | junto a Claudine Wilde, Thure Riefenstein, Estella Masur & Oliver Moser                             |
| 1997 | Nackt im Cabrio                         | Paul                       | junto a Anna Thalbach, Anica Dobra, Detlev Buck & Nadeshda Brennicke                                |

## Premios y nominaciones
| Año  | Categoría                                                    | Premio                  | Película                                | Resultado |
| ---- | ------------------------------------------------------------ | ----------------------- | --------------------------------------- | --------- |
| 2009 | Best Actor in a Movie Made for Television                    | Bavarian TV Award       | Krupp - Eine deutsche Familie           | Nominado  |
| 2008 | Best Actor                                                   | German Television Award | Die Jagd nach dem Schatz der Nibelungen | Nominado  |
| 2008 | Best Actor                                                   | German Television Award | Contergan                               | Nominado  |
| 2009 | Special Award (junto a Katharina Wackernagel & Denise Marko) | Bambi Awards            | Contergan                               | Ganaron   |